# 관인산

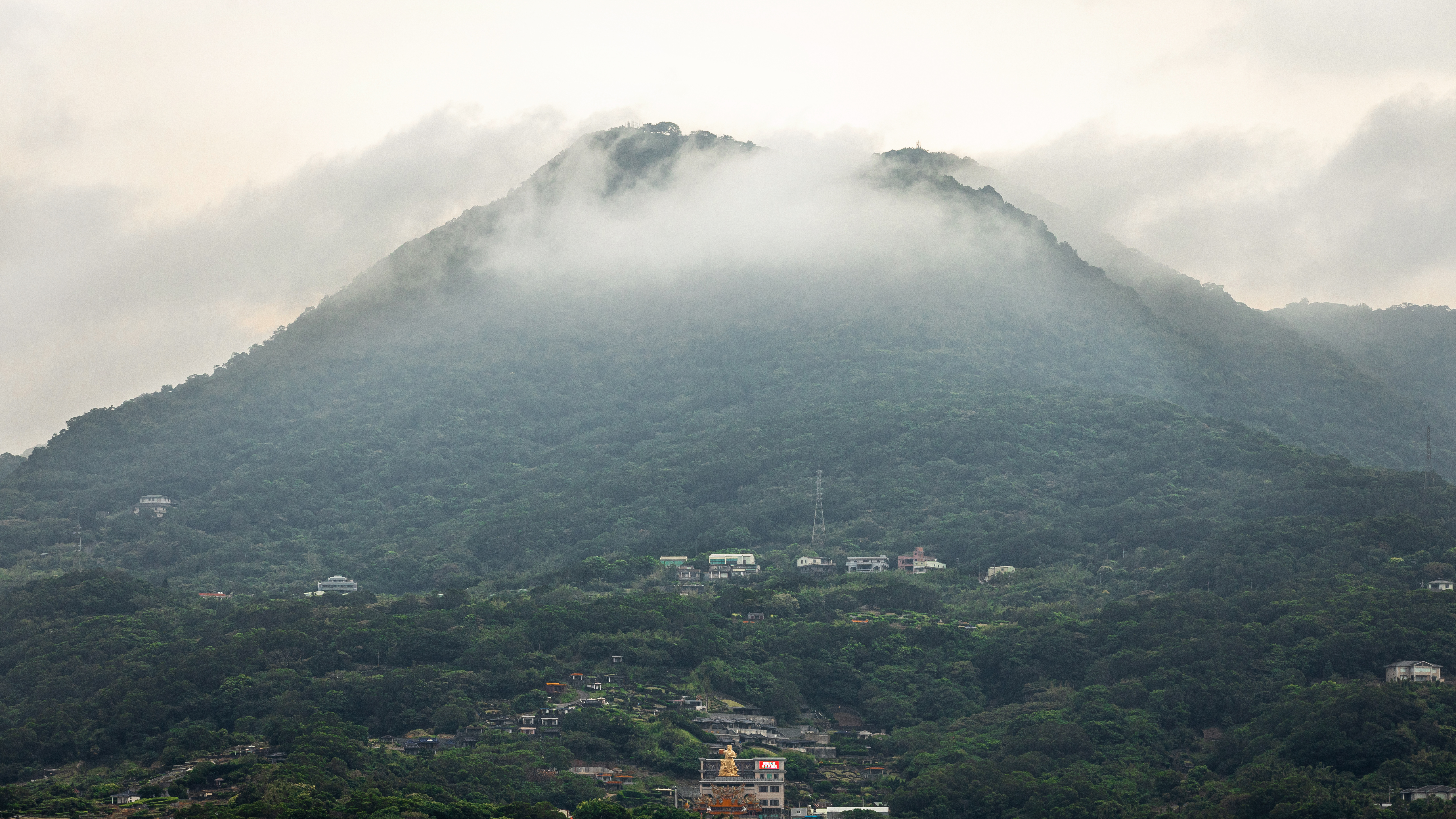
2023년 7월 모습

관인산(觀音山)은 대만 신베이시 우구구와 발리구의 교차점에 위치해 있으며 해발 616m 지역에 위치해 있다.
단수이강 북쪽 기슭에서 남쪽을 보면 멀리서 보면 마치 기대어 있는 관음상처럼 보인다. 이 지역에 연속된 18개의 봉우리가 있어서 이름이 붙여졌다. 산 꼭대기는 "터프맨 능선"이라고 불리며 높이가 600m가 넘는 유일한 곳이다.
이 지역에는 다음과 같은 고대 사원이 많이 있다. 대표적으로 관인산의 영성을 더해주는 시운사(Xiyun Temple) 와 영운사 (Lingyun Temple) 가 있고 관음보살을 모시는 관음사도 여러 곳 있다. 또한 곳곳에 납골탑과 묘지가 흩어져 있다.
산은 서쪽으로 대만 해협을 향하고 북동쪽으로는 단수이강을 건너 멀리 관도를 볼 수 있다.

## 지명 변경
네덜란드 통치 기간 동안 관음산 은 단수이산(1654년 네덜란드의 "단수이와 인근 마을과 길룡도의 소지도에도 나타남)으로 불렸지만 한족은 산비탈에 사는 원주민 부족인 발리자셰(Balizashe)의 이름을 따서 이를 발리펀산이라고 불렀다.
강희(康熙) 시대에는 발리다산(發大山)의 지명이 확장되었다( 강희 24년 강유영 의 『대만현기 』).
청나라 옹정제 시대 (서기 1710년대) 에도 싱지성 때문에 '싱지산'으로 이름이 바뀌었지만 , 각 지방의 역사 기록에서는 여전히 '발자로산'으로 불린다.
후에 관음산으로 바뀌었다는 두 가지 설이 있는데, 하나는 건륭 17년(서기 1752년)에 객가 공성인 호 줘유 ( 복건성 융딩 , 정주 출신 ) 가 다시사를 건립할 계획을 세웠다는 것이다.
산길 서쪽 운암 (雲岩)에 있는 (현재의 우구구 서운암사) 산 능선의 기복이 심하여 붙여진 이름이라고 하며, 관도 지역 에서 보면 기복이 있는 산의 모양이 관음 의 옆면 과 비슷하다고 한다.
대만의 유명한 지명학자인 국립대만사범대학교 지리학과 천궈장 교수가 작성한 대만 지명 사전에 따르면, 지명은 "관음보살을 닮은 산"의 이름을 따서 명명된 것으로 추정된다.

## 지질학과 지형
관인산은 화산 잔해와 응회암, 용암이 한 중심에서 번갈아 분출되는 복합화산으로 화구는 관음산 정한령과 서쪽의 니우강령 사이에 위치하며 모양이 약간 둥글고 틈이 있다. 화구는 북쪽과 남쪽을 기준으로 했을 때 직경 약 800m에 달한다. 관인산은 60만년 전 처음으로 폭발했고 지금까지 세 번이나 폭발했다. 관인산은 다툰화산수렴구의 가장 서쪽 부분이지만, 마그마실 분출로 인해 화산 본체가 수축하며 붕괴된 칼데라를 형성하였으며, 대만에서 1, 2번째로 큰 화산이다. 북쪽은 화산용암이, 남쪽은 화쇄류가 우세하다. 화성암은 주로 안산암이며, 초기 폭발로 인한 현무암도 일부 포함되어 있으며, 후기 폭발로는 각섬석을 포함하는 안산암이 형성되었다. 단수이강은 관음산 기슭을 따라 대만 해협으로 흘러들며 양측의 화산용암과 잔해물이 바다로 흘러들어 화산해안을 형성한다.
1. ↑  “https://newtaipei.travel/zh-tw에서 확인함”. |title=에 외부 링크가 있음 (도움말)